# Tiédia
Tiédia, également orthographié Tiédja, est une localité située dans le département de Diébougou de la province de la Bougouriba dans la région Sud-Ouest au Burkina Faso. En 2006, cette localité comptait 332 habitants dont 52,7 % de femmes.

## Géographie
Tiédia se situe à 1 km à l'ouest de Moulé et à 5 km au nord-ouest de Diébougou.

## Santé et éducation
Le centre de soins le plus proche de Tiédia est le centre médical avec antenne chirurgicale (CMA) de la province à Diébougou.
Le village possède une école primaire publique.